# Peter Barakan
Peter Barakan (sinh ngày 20 tháng 8 năm 1951) là một phát thanh viên, người dẫn chương trình "Barakan Beat" trên InterFM, tác giả một vài cuốn sách về âm nhạc và giáo dục ngôn ngữ Anh. Ông cũng là người dẫn chương trình của loạt chương trình Begin Japanology và Japanology Plus trên kênh NHK World, giới thiệu các khía cạnh văn hóa Nhật Bản.

## Tiểu sử
Peter Barakan được sinh ra và lớn lên tại London, bố ông là một người Do Thái gốc Ba Lan, còn mẹ là một người Anh gốc Miến Điện. Em trai ông là nhạc sĩ Shane Fontayne.
Sau khi theo học tại Viện đại học SOAS London, chuyên ngành ngôn ngữ Nhật, năm 1974, ông bước vào ngành âm nhạc với vai trò một người trợ lí và đến Nhật Bản để làm việc.
Đến năm 1980, ông tham gia vào các tạp chí dẫn các chương trình trên sóng FM. Ông cũng viết lời bài hát và đảm nhiệm marketing quốc tế cho ban nhạc Nhật Bản - Yellow Magic Orchestra.
Peter dẫn chương trình CBS Document của đài TBS từ tháng 10 năm 1988 - một phiên bản Nhật thời lượng 60 phút. Nhờ đó ông được công chúng biết đến hơn, đặc biệt là đối với những người Nhật muốn học tiếng Anh và những người Anh, người Mỹ ở Nhật muốn có các chương trình do người nói tiếng Anh dẫn.
Ông dẫn chương trình Barakan Morning trên kênh InterFM thời lượng 3 tiếng vào cuối năm 2011.
Peter Barakan đã viết tổng cộng 6 đầu sách đều bằng tiếng Nhật, 5 trong số đó là về âm nhạc. Cuốn còn lại mang tên "Saru wa Manki, Okane wa Mani (Saru is Monkey, Okane is Money,) nhằm giúp người Nhật cải thiện phát âm tiếng Anh.
Peter kết hôn với một phụ nữ người Nhật và có hai con, con đầu là trai và thứ hai là gái.

## Chương trình Begin Japanology
Là một chương trình tivi của Nhật do Peter Barakan dẫn, được phát sóng lần đầu ở Nhật vào 5 tháng 10 năm 2007 và ở các quốc gia khác vào 14 tháng 2 năm 2008. Có tất cả 7 mùa phát sóng tất cả với tổng cộng 285 tập. Chương trình khám phá các khía cạnh truyền thống và đương đại của Nhật Bản cùng với phỏng vấn các chuyên gia trong nhiều lĩnh vực. Tiền thân của chương trình Begin Japanology là chương trình Weekend Japanology được phát từ 2003, và sau đó phát triển thành Japanology Plus.
Nội dung các tập như sau:
Mùa 1
| #  | Tựa đề                                  | Ngày phát sóng            |
| -- | --------------------------------------- | ------------------------- |
| 1  | Bento Cơm hộp                           | ngày 14 tháng 4 năm 2008  |
| 2  | Miyazawa Kenji                          | ngày 21 tháng 4 năm 2008  |
| 3  | Lacquerware                             | ngày 28 tháng 4 năm 2008  |
| 4  | Rakugo                                  | ngày 5 tháng 5 năm 2008   |
| 5  | Tsukiji Market                          | ngày 12 tháng 5 năm 2008  |
| 6  | Yoshoku                                 | ngày 19 tháng 5 năm 2008  |
| 7  | Kyudo                                   | ngày 26 tháng 5 năm 2008  |
| 8  | Tea Ceremony Architecture               | ngày 2 tháng 6 năm 2008   |
| 9  | Dagashi-ya                              | ngày 9 tháng 6 năm 2008   |
| 10 | Nihon Buyo                              | ngày 16 tháng 6 năm 2008  |
| 11 | Abacus Bàn tính                         | ngày 23 tháng 6 năm 2008  |
| 12 | Ryukyu Kimono                           | ngày 30 tháng 6 năm 2008  |
| 13 | Bamboo tre                              | ngày 14 tháng 7 năm 2008  |
| 14 | Shirakawa-go                            | ngày 21 tháng 7 năm 2008  |
| 15 | Fireworks Pháo hoa                      | ngày 28 tháng 7 năm 2008  |
| 16 | Hanging Scrolls                         | ngày 17 tháng 8 năm 2008  |
| 17 | The Tale of Genji: Part 1               | ngày 24 tháng 8 năm 2008  |
| 18 | The Tale of Genji: Part 2               | ngày 31 tháng 8 năm 2008  |
| 19 | Matcha Trà Nhật                         | ngày 7 tháng 9 năm 2008   |
| 20 | Tokyo Tower Tháp Tokyo                  | ngày 14 tháng 9 năm 2008  |
| 21 | Dashi                                   | ngày 21 tháng 9 năm 2008  |
| 22 | Oribe-yaki (pottery)                    | ngày 28 tháng 9 năm 2008  |
| 23 | The Colorful World of Utagawa Hiroshige | ngày 5 tháng 10 năm 2008  |
| 24 | The Seven Gods of Good Fortune          | ngày 12 tháng 10 năm 2008 |
| 25 | Sushi                                   | ngày 19 tháng 10 năm 2008 |
| 26 | Mikoshi (portable shrines)              | ngày 26 tháng 10 năm 2008 |
| 27 | Yuzen Kimono                            | ngày 2 tháng 11 năm 2008  |
| 28 | Buddhist Statues                        | ngày 9 tháng 11 năm 2008  |
| 29 | Hot Springs                             | ngày 16 tháng 11 năm 2008 |
| 30 | Fish Cá                                 | ngày 23 tháng 11 năm 2008 |
| 31 | Tatami (straw mats)                     | ngày 1 tháng 12 năm 2008  |
| 32 | Castles Lâu đài                         | ngày 8 tháng 12 năm 2008  |
| 33 | Miso Súp Miso                           | ngày 15 tháng 12 năm 2008 |

Mùa 2
| #  | Tựa đề                                    | Ngày phát sóng            |
| -- | ----------------------------------------- | ------------------------- |
| 1  | Nishijin-ori                              | ngày 19 tháng 1 năm 2009  |
| 2  | Kyoto Lacquerware                         | ngày 26 tháng 1 năm 2009  |
| 3  | Sake Rượu sake                            | ngày 2 tháng 2 năm 2009   |
| 4  | Katsura Rikyu                             | ngày 9 tháng 2 năm 2009   |
| 5  | Bonsai Cây cảnh                           | ngày 16 tháng 2 năm 2009  |
| 6  | The Four Seasons 4 mùa                    | ngày 23 tháng 2 năm 2009  |
| 7  | Hina Dolls Búp bê Hina                    | ngày 2 tháng 3 năm 2009   |
| 8  | Nagasaki                                  | ngày 9 tháng 3 năm 2009   |
| 9  | Five-Story Pagodas Những ngôi chùa 5 tầng | ngày 16 tháng 3 năm 2009  |
| 10 | Cherry Blossoms Hoa Anh đào               | ngày 23 tháng 3 năm 2009  |
| 11 | Chopsticks                                | ngày 3 tháng 4 năm 2009   |
| 12 | Aizome                                    | ngày 10 tháng 4 năm 2009  |
| 13 | Bunraku                                   | ngày 17 tháng 4 năm 2009  |
| 14 | Kiriko Cut Glass                          | ngày 24 tháng 4 năm 2009  |
| 15 | Traditional Folk Houses                   | ngày 8 tháng 5 năm 2009   |
| 16 | Tea Ceremony                              | ngày 15 tháng 5 năm 2009  |
| 17 | Soba                                      | ngày 22 tháng 5 năm 2009  |
| 18 | Origami Nghệ thuật gấp giấy Nhật Bản      | ngày 29 tháng 5 năm 2009  |
| 19 | Imari Porcelain                           | ngày 5 tháng 6 năm 2009   |
| 20 | Folding Fan Quạt gấp                      | ngày 19 tháng 6 năm 2009  |
| 21 | Kaiseki Cuisine                           | ngày 10 tháng 7 năm 2009  |
| 22 | The Sounds of Japan Thanh âm của Nhật Bản | ngày 17 tháng 7 năm 2009  |
| 23 | Masks Mặt nạ                              | ngày 24 tháng 7 năm 2009  |
| 24 | Satoyama Vùng trung du và nông thôn       | ngày 31 tháng 7 năm 2009  |
| 25 | Kendo                                     | ngày 29 tháng 8 năm 2009  |
| 26 | The Fragrances of Japan                   | ngày 4 tháng 9 năm 2009   |
| 27 | Spinning Tops                             | ngày 11 tháng 9 năm 2009  |
| 28 | Rock and Stone Đá                         | ngày 18 tháng 9 năm 2009  |
| 29 | Ink Brushes Bút lông                      | ngày 25 tháng 9 năm 2009  |
| 30 | Tsukemono                                 | ngày 2 tháng 10 năm 2009  |
| 31 | Dogs Chó                                  | ngày 9 tháng 10 năm 2009  |
| 32 | Ramen                                     | ngày 16 tháng 10 năm 2009 |
| 33 | Rice Cơm gạo                              | ngày 23 tháng 10 năm 2009 |
| 34 | Shinto Shrine                             | ngày 30 tháng 10 năm 2009 |
| 35 | Festivals Lễ hội                          | ngày 6 tháng 11 năm 2009  |
| 36 | Shinkansen                                | ngày 13 tháng 11 năm 2009 |
| 37 | Gagaku                                    | ngày 20 tháng 11 năm 2009 |
| 38 | Marriage Hôn nhân                         | ngày 27 tháng 11 năm 2009 |
| 39 | Shogi                                     | ngày 4 tháng 12 năm 2009  |
| 40 | Nabe Cuisine Ẩm thực Nabe                 | ngày 11 tháng 12 năm 2009 |
| 41 | Sword Gươm                                | ngày 18 tháng 12 năm 2009 |

Mùa 3
| #  | Tựa đề                      | Ngày phát sóng            |
| -- | --------------------------- | ------------------------- |
| 1  | Sentou                      | ngày 8 tháng 1 năm 2010   |
| 2  | Karuta                      | ngày 15 tháng 1 năm 2010  |
| 3  | Taiko                       | ngày 22 tháng 1 năm 2010  |
| 4  | Cram School                 | ngày 29 tháng 1 năm 2010  |
| 5  | Light Ánh sáng              | ngày 5 tháng 2 năm 2010   |
| 6  | Footwear Đồ mang dưới chân  | ngày 12 tháng 2 năm 2010  |
| 7  | Monkey Khỉ                  | ngày 19 tháng 2 năm 2010  |
| 8  | Soy Sauce Nước tương        | ngày 26 tháng 2 năm 2010  |
| 9  | Tuna Cá ngừ                 | ngày 5 tháng 3 năm 2010   |
| 10 | Fusuma                      | ngày 12 tháng 3 năm 2010  |
| 11 | Pearl Ngọc trai             | ngày 19 tháng 3 năm 2010  |
| 12 | Todaiji                     | ngày 2 tháng 4 năm 2010   |
| 13 | School Lunches              | ngày 9 tháng 4 năm 2010   |
| 14 | Geiko and Maiko             | ngày 16 tháng 4 năm 2010  |
| 15 | Robots                      | ngày 23 tháng 4 năm 2010  |
| 16 | Wasabi Mù tạt               | ngày 30 tháng 4 năm 2010  |
| 17 | Women's Fashion Magazines   | ngày 14 tháng 5 năm 2010  |
| 18 | Izakaya                     | ngày 21 tháng 5 năm 2010  |
| 19 | Apartments and Condominiums | ngày 28 tháng 5 năm 2010  |
| 20 | Towns and Neighbourhoods    | ngày 11 tháng 6 năm 2010  |
| 21 | Tempura Món chiên bột rán   | ngày 18 tháng 6 năm 2010  |
| 22 | Subways Tàu điện ngầm       | ngày 25 tháng 6 năm 2010  |
| 23 | Hairstyles Kiểu tóc         | ngày 2 tháng 7 năm 2010   |
| 24 | Home Appliances Đồ gia dụng | ngày 9 tháng 7 năm 2010   |
| 25 | Roof Tiles Ngói             | ngày 16 tháng 7 năm 2010  |
| 26 | Miniaturization             | ngày 23 tháng 7 năm 2010  |
| 27 | Silk Lụa                    | ngày 13 tháng 8 năm 2010  |
| 28 | Soybeans Đậu lành           | ngày 20 tháng 8 năm 2010  |
| 29 | Curry                       | ngày 25 tháng 8 năm 2010  |
| 30 | Dams Những con đập          | ngày 3 tháng 9 năm 2010   |
| 31 | Hotels Các khách sạn        | ngày 10 tháng 9 năm 2010  |
| 32 | Radio Calisthenics          | ngày 17 tháng 9 năm 2010  |
| 33 | Ekiben                      | ngày 24 tháng 9 năm 2010  |
| 34 | Bridges Những cây cầu       | ngày 8 tháng 10 năm 2010  |
| 35 | Earthquakes Động đất        | ngày 15 tháng 10 năm 2010 |
| 36 | Chrysanthemums              | ngày 22 tháng 10 năm 2010 |
| 37 | Cameras                     | ngày 4 tháng 11 năm 2010  |
| 38 | Hiragana                    | ngày 11 tháng 11 năm 2010 |
| 39 | Udon                        | ngày 18 tháng 11 năm 2010 |
| 40 | Money Tiền                  | ngày 25 tháng 11 năm 2010 |
| 41 | Nishikigoi                  | ngày 2 tháng 12 năm 2010  |
| 42 | Volcanoes Núi lửa           | ngày 9 tháng 12 năm 2010  |
| 43 | Firefighting Cứu hỏa        | ngày 16 tháng 12 năm 2010 |

Mùa 4
| #  | Tựa đề                                           | Ngày phát sóng            |
| -- | ------------------------------------------------ | ------------------------- |
| 1  | Mochi Rice Cake Bán gạo mochi                    | ngày 23 tháng 1 năm 2011  |
| 2  | Watches and Clocks Đồng hồ đeo tay và treo tường | ngày 20 tháng 1 năm 2011  |
| 3  | Fugu Blowfish                                    | ngày 27 tháng 1 năm 2011  |
| 4  | Haneda Airport Sân bay Haneda                    | ngày 3 tháng 2 năm 2011   |
| 5  | Kagura Dances                                    | ngày 10 tháng 2 năm 2011  |
| 6  | Snow Tuyết                                       | ngày 17 tháng 2 năm 2011  |
| 7  | Pollen Allergy Dị ứng phấn hoa                   | ngày 3 tháng 3 năm 2011   |
| 8  | Sashimono Woodwork                               | ngày 10 tháng 3 năm 2011  |
| 9  | Cranes Cầu trục                                  | ngày 7 tháng 4 năm 2011   |
| 10 | Kitchen Knives Dao bếp                           | ngày 14 tháng 4 năm 2011  |
| 11 | Fishing Câu cá                                   | ngày 21 tháng 4 năm 2011  |
| 12 | Armour                                           | ngày 28 tháng 4 năm 2011  |
| 13 | Judo Môn võ Nhu đạo                              | ngày 5 tháng 5 năm 2011   |
| 14 | The Life of Taro Okamoto                         | ngày 12 tháng 5 năm 2011  |
| 15 | The Life of Osamu Dazai                          | ngày 19 tháng 5 năm 2011  |
| 16 | The Life of Kenzo Tange                          | ngày 26 tháng 5 năm 2011  |
| 17 | The Life of Hideko Maehata                       | ngày 2 tháng 6 năm 2011   |
| 18 | Toilets Nhà vệ sinh                              | ngày 9 tháng 6 năm 2011   |
| 19 | Lifts Thang máy                                  | ngày 16 tháng 6 năm 2011  |
| 20 | Motorcycles                                      | ngày 23 tháng 6 năm 2011  |
| 21 | Unagi Eel                                        | ngày 30 tháng 6 năm 2011  |
| 22 | Japanophiles - Ilan Yanizky                      | ngày 7 tháng 7 năm 2011   |
| 23 | Japanophiles - Silvain Guignard                  | ngày 14 tháng 7 năm 2011  |
| 24 | Japanophiles - Stéphane Danton                   | ngày 21 tháng 7 năm 2011  |
| 25 | Japanophiles - Dorothy Feibleman                 | ngày 28 tháng 7 năm 2011  |
| 26 | Plastic Food Samples                             | ngày 18 tháng 8 năm 2011  |
| 27 | Insects Côn trùng                                | ngày 25 tháng 8 năm 2011  |
| 28 | Traditional Japanese Mathematics                 | ngày 1 tháng 9 năm 2011   |
| 29 | Bicycles Xe đạp                                  | ngày 8 tháng 9 năm 2011   |
| 30 | Chusonji                                         | ngày 15 tháng 9 năm 2011  |
| 31 | Seaweed Tảo biển                                 | ngày 29 tháng 9 năm 2011  |
| 32 | Charcoal Than củi                                | ngày 6 tháng 10 năm 2011  |
| 33 | Rain                                             | ngày 13 tháng 10 năm 2011 |
| 34 | Golf Đánh golf                                   | ngày 20 tháng 10 năm 2011 |
| 35 | Shipbuilding                                     | ngày 27 tháng 10 năm 2011 |
| 36 | Japanophiles - Bruce Huebner                     | ngày 3 tháng 11 năm 2011  |
| 37 | Japanophiles - Noelke Muho                       | ngày 10 tháng 11 năm 2011 |
| 38 | Japanophiles - Matt Alt                          | ngày 17 tháng 11 năm 2011 |
| 39 | Karaoke                                          | ngày 24 tháng 11 năm 2011 |
| 40 | Holidays Kỳ nghỉ                                 | ngày 1 tháng 12 năm 2011  |
| 41 | Red Sea Bream                                    | ngày 8 tháng 12 năm 2011  |
| 42 | Shopping Streets                                 | ngày 15 tháng 12 năm 2011 |
| 43 | Chickens and Eggs Gà và trứng                    | ngày 22 tháng 12 năm 2011 |

Mùa 5
| #  | Tựa đề                                                  | Ngày phát sóng            |
| -- | ------------------------------------------------------- | ------------------------- |
| 1  | Ekiden                                                  | ngày 12 tháng 1 năm 2012  |
| 2  | Batteries Pin                                           | ngày 19 tháng 1 năm 2012  |
| 3  | Cafes                                                   | ngày 26 tháng 1 năm 2012  |
| 4  | Hot Water Bottles and Pocket Warmers                    | ngày 2 tháng 2 năm 2012   |
| 5  | Ikebana                                                 | ngày 9 tháng 2 năm 2012   |
| 6  | Excavators Máy xúc                                      | ngày 16 tháng 2 năm 2012  |
| 7  | Woods & Forests Gỗ và rừng                              | ngày 23 tháng 2 năm 2012  |
| 8  | Japanophiles - Dhugal Lindsay                           | ngày 1 tháng 3 năm 2012   |
| 9  | Japanophiles - Richard Emmert                           | ngày 8 tháng 3 năm 2012   |
| 10 | Japanophiles - Art Lee                                  | ngày 15 tháng 3 năm 2012  |
| 11 | Japanophiles - Philip Harper                            | ngày 29 tháng 3 năm 2012  |
| 12 | Kabuki                                                  | ngày 5 tháng 4 năm 2012   |
| 13 | Wild Vegetables                                         | ngày 12 tháng 4 năm 2012  |
| 14 | Horses Ngựa                                             | ngày 19 tháng 4 năm 2012  |
| 15 | Massage Chairs Ghế massage                              | ngày 26 tháng 4 năm 2012  |
| 16 | Shikoku Pilgrimage                                      | ngày 3 tháng 5 năm 2012   |
| 17 | Regional Fast Food Thức ăn nhanh vùng miền              | ngày 10 tháng 5 năm 2012  |
| 18 | Department Stores căn hộ cao tầng                       | ngày 17 tháng 5 năm 2012  |
| 19 | Kimonos                                                 | ngày 24 tháng 5 năm 2012  |
| 20 | Aquariums Thủy sinh                                     | ngày 7 tháng 6 năm 2012   |
| 21 | Confectionery                                           | ngày 14 tháng 6 năm 2012  |
| 22 | Dolls Búp bê                                            | ngày 21 tháng 6 năm 2012  |
| 23 | Moss Rêu                                                | ngày 5 tháng 7 năm 2012   |
| 24 | High School Baseball                                    | ngày 12 tháng 7 năm 2012  |
| 25 | Planetariums                                            | ngày 19 tháng 7 năm 2012  |
| 26 | Japanophiles - Adam Booth                               | ngày 16 tháng 8 năm 2012  |
| 27 | Japanophiles - Dave Spector                             | ngày 23 tháng 8 năm 2012  |
| 28 | Japanophiles - Euan Craig                               | ngày 30 tháng 8 năm 2012  |
| 29 | Shamisen                                                | ngày 6 tháng 9 năm 2012   |
| 30 | Crested Ibises                                          | ngày 13 tháng 9 năm 2012  |
| 31 | Abalone Bào ngư                                         | ngày 20 tháng 9 năm 2012  |
| 32 | Tokyo Station                                           | ngày 4 tháng 10 năm 2012  |
| 33 | Tokyo Skytree                                           | ngày 11 tháng 10 năm 2012 |
| 34 | Tokyo Bay Vịnh Tokyo                                    | ngày 18 tháng 10 năm 2012 |
| 35 | Potatoes, Taros, and Yams Khoai tây, khoai sọ, khoai từ | ngày 1 tháng 11 năm 2012  |
| 36 | Name Seals                                              | ngày 8 tháng 11 năm 2012  |
| 37 | Mushrooms                                               | ngày 15 tháng 11 năm 2012 |
| 38 | Vending Machines                                        | ngày 22 tháng 11 năm 2012 |
| 39 | Scissors                                                | ngày 6 tháng 12 năm 2012  |
| 40 | Satsuma Mandarins                                       | ngày 13 tháng 12 năm 2012 |
| 41 | Gift-giving                                             | ngày 20 tháng 12 năm 2012 |
| 42 | Mapping Kyoto Streets                                   | ngày 27 tháng 12 năm 2012 |

Mùa 6
| #  | Tựa đề                                     | Ngày phát sóng            |
| -- | ------------------------------------------ | ------------------------- |
| 1  | Sumo                                       | ngày 10 tháng 1 năm 2013  |
| 2  | Bathroom Scales                            | ngày 17 tháng 1 năm 2013  |
| 3  | Enka                                       | ngày 24 tháng 1 năm 2013  |
| 4  | Small Factories                            | ngày 31 tháng 1 năm 2013  |
| 5  | Japanophiles - Azby Brown                  | ngày 7 tháng 2 năm 2013   |
| 6  | Japanophiles - Ernst Seiler                | ngày 14 tháng 2 năm 2013  |
| 7  | Japanophiles - Yasokichi Konishiki         | ngày 21 tháng 2 năm 2013  |
| 8  | Ume Plums                                  | ngày 7 tháng 3 năm 2013   |
| 9  | Storehouses                                | ngày 14 tháng 3 năm 2013  |
| 10 | Wagyu Thịt bò Nhật                         | ngày 21 tháng 3 năm 2013  |
| 11 | Uniforms Đồng phục                         | ngày 4 tháng 4 năm 2013   |
| 12 | Rice Cookers Nồi cơm điện                  | ngày 11 tháng 4 năm 2013  |
| 13 | Burial Mounds                              | ngày 18 tháng 4 năm 2013  |
| 14 | Stationery Văn phòng phẩm                  | ngày 25 tháng 4 năm 2013  |
| 15 | Bread Bánh mỳ                              | ngày 2 tháng 5 năm 2013   |
| 16 | Pine Trees                                 | ngày 9 tháng 5 năm 2013   |
| 17 | Parcel Delivery Giao phát bưu phẩm         | ngày 16 tháng 5 năm 2013  |
| 18 | Pro Wrestling Đấu vật chuyên nghiệp        | ngày 23 tháng 5 năm 2013  |
| 19 | Strawberries Dâu tây                       | ngày 30 tháng 5 năm 2013  |
| 20 | Calculators Máy tính                       | ngày 13 tháng 6 năm 2013  |
| 21 | Television Tivi                            | ngày 27 tháng 6 năm 2013  |
| 22 | Lake Biwa Hồ Biwa                          | ngày 4 tháng 7 năm 2013   |
| 23 | Expressways Đường cao tốc                  | ngày 11 tháng 7 năm 2013  |
| 24 | Beer Bia                                   | ngày 18 tháng 7 năm 2013  |
| 25 | Japanophiles - Mike Harris                 | ngày 1 tháng 8 năm 2013   |
| 26 | Japanophiles - Karl Bengs                  | ngày 8 tháng 8 năm 2013   |
| 27 | Japanophiles - Kenny Omega                 | ngày 15 tháng 8 năm 2013  |
| 28 | Shakuhachi                                 | ngày 5 tháng 9 năm 2013   |
| 29 | Convenience Stores Cửa hàng tiện lợi       | ngày 12 tháng 9 năm 2013  |
| 30 | Used Books Sách cũ                         | ngày 19 tháng 9 năm 2013  |
| 31 | Women's Nylons                             | ngày 3 tháng 10 năm 2013  |
| 32 | Remote Islands Những hòn đảo xa xôi        | ngày 10 tháng 10 năm 2013 |
| 33 | Characters and Mascots                     | ngày 17 tháng 10 năm 2013 |
| 34 | Grapes Nho                                 | ngày 24 tháng 10 năm 2013 |
| 35 | Makeup Trang điểm                          | ngày 7 tháng 11 năm 2013  |
| 36 | Ukiyo-e                                    | ngày 14 tháng 11 năm 2013 |
| 37 | Buses Xe bus                               | ngày 21 tháng 11 năm 2013 |
| 38 | Parties and Gatherings Tiệc tùng và tụ hội | ngày 5 tháng 12 năm 2013  |
| 39 | Conveyor Belt Sushi Sushi băng chuyền      | ngày 12 tháng 12 năm 2013 |
| 40 | Pets Thú cưng                              | ngày 19 tháng 12 năm 2013 |

Mùa 7
| #  | Tựa đề                                   | Ngày phát sóng            |
| -- | ---------------------------------------- | ------------------------- |
| 1  | Persimmons                               | ngày 9 tháng 1 năm 2014   |
| 2  | Nighttime Scenery Cảnh sắc về đêm        | ngày 16 tháng 1 năm 2014  |
| 3  | Ise Jingu                                | ngày 23 tháng 1 năm 2014  |
| 4  | K-cars                                   | ngày 30 tháng 1 năm 2014  |
| 5  | Japanophiles - Nancy Singleton Hachisu   | ngày 13 tháng 2 năm 2014  |
| 6  | Japanophiles - Chris Hart                | ngày 20 tháng 2 năm 2014  |
| 7  | Japanophiles - Rogier Uitenboogaart      | ngày 27 tháng 2 năm 2014  |
| 8  | Railways Đường sắt                       | ngày 6 tháng 3 năm 2014   |
| 9  | Pianos Đàn dương cầm                     | ngày 13 tháng 3 năm 2014  |
| 10 | Squid Mực                                | ngày 20 tháng 3 năm 2014  |
| 11 | Bathhouses Nhà tắm                       | ngày 3 tháng 4 năm 2014   |
| 12 | Ramen                                    | ngày 10 tháng 4 năm 2014  |
| 13 | Mt. Fuji                                 | ngày 17 tháng 4 năm 2014  |
| 14 | Shogi                                    | ngày 24 tháng 4 năm 2014  |
| 15 | Cherry Trees Cây Anh đào                 | ngày 1 tháng 5 năm 2014   |
| 16 | Akihabara                                | ngày 8 tháng 5 năm 2014   |
| 17 | Wagashi                                  | ngày 15 tháng 5 năm 2014  |
| 18 | Ninja Nhẫn giả                           | ngày 22 tháng 5 năm 2014  |
| 19 | Rice Cơm gạo                             | ngày 29 tháng 5 năm 2014  |
| 20 | Castles Lâu đàu                          | ngày 5 tháng 6 năm 2014   |
| 21 | Japanophiles - Elizabeth Suzuki          | ngày 3 tháng 7 năm 2014   |
| 22 | Japanophiles - Everett Kennedy Brown     | ngày 10 tháng 7 năm 2014  |
| 23 | Japanophiles - Carolin Eckhardt          | ngày 17 tháng 7 năm 2014  |
| 24 | Karaoke Boxes                            | ngày 7 tháng 8 năm 2014   |
| 25 | Bento Cơm hộp                            | ngày 14 tháng 8 năm 2014  |
| 26 | Bamboo Tre                               | ngày 21 tháng 8 năm 2014  |
| 27 | Taiko Drums Trống Taiko                  | ngày 4 tháng 9 năm 2014   |
| 28 | Tsukiji Market                           | ngày 11 tháng 9 năm 2014  |
| 29 | Festivals                                | ngày 18 tháng 9 năm 2014  |
| 30 | Japanese Gardens                         | ngày 25 tháng 9 năm 2014  |
| 31 | Origami Nghệ thuật gấp giấy Nhật Bản     | ngày 2 tháng 10 năm 2014  |
| 32 | Buddhist Statues Tượng Phật              | ngày 9 tháng 10 năm 2014  |
| 33 | Yokai                                    | ngày 16 tháng 10 năm 2014 |
| 34 | Shinkansen                               | ngày 23 tháng 10 năm 2014 |
| 35 | Lessons for Life Những bài học cuộc sống | ngày 6 tháng 11 năm 2014  |
| 36 | Robots                                   | ngày 13 tháng 11 năm 2014 |
| 37 | Sports Days Ngày hội thể thao            | ngày 20 tháng 11 năm 2014 |
| 38 | Bonsai Cây cảnh                          | ngày 4 tháng 12 năm 2014  |
| 39 | Sushi                                    | ngày 11 tháng 12 năm 2014 |
| 40 | Geisha                                   | ngày 18 tháng 12 năm 2014 |